# رام فيلاس باسوان
رام فيلاس باسوان (5 يوليو 1946 - 8 أكتوبر 2020)،   هو سياسي هندي، من بيهار، شغل عدة مناصب وزارية، منها وزير شؤون المستهلك والأغذية والتوزيع العام في مجلس الوزراء. كان باسوان أيضًا رئيسًا لحزب «Lok Janshakti»، وعضو لوك سابها ثماني مرات مجلس الشيوخ (الهند) النائب .  بدأ حياته السياسية كعضو في حزب ساميوكتا الاشتراكي وانتخب عضوا في الجمعية التشريعية بولاية بيهار في عام 1969. في وقت لاحق، انضم باسوان إلى «Lok Dal» عند تشكيلها في عام 1974، وأصبح أمينها العام. عارض حالة الطوارئ واعتقل خلال الفترة. دخل لوك سابها في عام 1977، كعضو في حزب جاناتا من دائرة حاجيبور، وتم اختياره مرة أخرى 1980 و 1989 و 1996 و 1998 و 1999 و 2004 و 2014.

## وفاته
خضع باسوان لعملية جراحية في القلب وأدخل المستشفى، توفي الساعة 8:40 مساء يوم 8 أكتوبر 2020، وأُكدت وفاته بواسطة نجله جيراق باسوان.

## روابط خارجية
- الملف الشخصي على Ambedkar.org
- الملف الشخصي على موقع HindustanTimes.com بتاريخ يونيو 2004
- الصفحة الرئيسية على موقع Lok Sabha
- ملف باسوان على TribuneIndia
- باسوان والمسلمون الهنود
- وفاة وزير الاتحاد رام فيلاس باسوان